# Lijst van luchtvaartmaatschappijen (alfabetisch)
Dit is een lijst van luchtvaartmaatschappijen, gesorteerd op alfabet. Ook niet meer bestaande luchtvaartmaatschappijen staan in de lijst.
Zie ook de lijst van luchtvaartmaatschappijen per land.

## #
- 1Time

- 748 Air Service

## A
- A Soriano Aviation
- Abaete Linhas Aereas
- Abakan Avia
- Aban Air
- Abelag
- Aboitiz Air
- ABS Jets
- ABSA - Aerolinhas Brasileiras
- Abu Dhabi Aviation
- ABX Air
- ACI Airlines
- ACM Air Charter
- ACT Airlines
- Acvila Air
- Ada Air
- Adam Air
- ADC Airlines
- Adria Airways
- Adygheya Avia
- Aegean Airlines
- Air Affaires Gabon
- Aer Arann
- Aer Lingus
- Aeriantur
- Aero Africa
- Aero Airlines
- Aero Asia International
- Aero Belau
- Aero Benin
- Aero Business Charter
- Aero California
- Aero Cardal
- Aero Caribbean
- Aero Charter DARTA
- Aero Charter Ukraine
- Aero Condor Peru
- Aero Continente Dominicana
- Aero Contractors
- Aero Cuahonte
- Aero Dienst
- Aero Eelde
- Aero Ejecutivos
- Aero Flight
- Aero Freight Partner
- Aero Lanka
- Aero Lloyd Austria
- Aero Mongolia
- Aero Noord
- Aero Nusantara Indonesia
- Aero Service
- Aero Services Executive
- Aero Slovakia
- Aero Tropical
- Aero VIP
- Aero Zambia
- Aerobratsk
- Aerocondor
- Aeroflot Cargo
- Aeroflot
- Aeroflot-Nord
- Aéro-Frêt Business
- Aerogal
- Aerogaviota
- Aerogem Cargo
- Aerogryf
- AeroHonduras
- Aerokuzbass
- Aerolift
- Aeroline
- Aerolíneas Argentinas
- Aerolineas de Antioquia
- Aerolineas de Baleares
- Aerolíneas de Guinea Ecuatorial
- Aerolineas Sosa
- Aerolitoral
- Aerom
- Aeromar
- Aeromas
- Aeromed
- Aeroméxico
- Aeromexpress
- Aeromost-Kharkov
- Aeronautica
- Aeronord Group
- Aeropelican Air Services
- Aeroperlas
- Aeropostal Alas de Venezuela
- Aeropostal Cargo de Mexico
- AeroRent
- AeroRepública
- Aero-Service
- Aerostar Ukraine
- Aerosucre Colombia
- AeroSur
- Aerotaca
- Aerotrans Airlines
- Aerotrans
- Aero-Tropics Air Services
- Aerotur Air
- Aerounion - Aerotransporte de Carga Union
- Aerovias DAP
- Aerovis Airlines
- AeroVista Airlines
- Aerovista Airlines
- Affretair
- Afra Airlines
- Africa One Cargo
- Africa West Airlines
- Afric'Air Charter
- African Express Airways
- African International Airways
- African Lines
- African Safari Airways
- African Transport Trading & Investment Co
- Afrijet Airlines
- Afrik Air Links
- Afrinat International Airlines
- Afriqiyah Airways
- Afrique Airlines
- Aigle Azur
- Air Adriatic
- Air Affaires Gabon
- Air Afrique Horizon
- Air Afrique
- Air Algérie
- Air ALM
- Air Almaty
- Air Alps
- Air Alsie
- Air Amder
- Air Anatolia
- Air Andalucia
- Air Andaman
- Air Antilles Express
- Air Arabia
- Air Armenia
- Air Aruba
- Air Asia
- Air Astana
- Air Atlanta Europe
- Air Atlanta Icelandic
- Air Atlantic Congo
- Air Atlantique
- Air Atlas Express
- Air Austral
- Air Bagan
- Air Bangladesh
- Air Bashkortostan
- Air Belgium
- Air Berlin
- Air Botswana
- Air Bourbon
- Air Boyoma
- Air Burkina
- Air Burundi
- Air Cairo
- Air Caledonie
- Air Cambodia
- Air Canada Jazz
- Air Canada Jetz
- Air Canada
- Air Caraïbes
- Air Cargo Carriers
- Air Cargo Egypt
- Air Central
- Air Cess
- Air Charter Service
- Air Chathams
- Air China Cargo
- Air China
- Air City
- Air Class Lineas Aereas
- Air Comet
- Air Comores International
- Air Contractors
- Air Cordial
- Air Corridor
- Air Creebec
- Air Culebra
- Air D'Ayiti
- Air Deccan
- Air Dilijans
- Air Djibouti
- Air Do - Hokkaido International Airlines

- Air Dolomiti
- Air East
- Air Efata
- Air Equator
- Air Europa
- Air Europe
- Air Evac
- Air Excellence
- Air Exel
- Air Express Tanzania
- Air Fiji
- Air Finland
- Air Florida
- Air Foyle Heavylift
- Air France
- Air France-KLM
- Air Freedom
- Air Freight NZ
- Air Gabon
- Air Gemini
- Air Georgian
- Air Glaciers
- Air Great Wall
- Air Greenland
- Air Guinea Cargo
- Air Guinee Express
- Air Guinee
- Air Guizhou
- Air Gumbo
- Air Guyane
- Air Haiti
- Air Hokkaido
- Air Holland
- Air Hong Kong
- Air Horizons
- Air Iceland
- Air India Express
- Air India
- Air Inuit
- Air Italy
- Air Ivoire
- Air Jamaica Express
- Air Jamaica
- Air Japan
- Air Kasai
- Air Kenya
- Air Kharkov
- Air Kiribati
- Air Koryo
- Air Kurdistan
- Air Labrador
- Air Leone
- Air Liberia
- Air Libya Tibesti
- Air Link
- Air Link International Airways
- Air Lithuania
- Air Livonia
- Air Luxor
- Air Macau
- Air Macedonia
- Air Madagascar
- Air Malawi
- Air Mali International
- Air Malta (opgeheven per 30-4-2024)
- Air Mandalay
- Air Marshall Islands
- Air Maur
- Air Mauritanie
- Air Mauritius
- Air Max-Gabon
- Air Maxi
- Air Mediterranee
- Air Memphis
- Air Midwest
- Air Mikisew
- Air Miles
- Air Minas
- Air Moldova
- Air Moorea
- Air Namibia
- Air National
- Air Navette
- Air Nelson
- Air New Zealand
- Air Next
- Air Nigeria
- Air Nippon Network
- Air Nippon
- Air Niugini
- Air North
- Air Nostrum
- Air Nunavut
- Air Omega UK
- Air One Nine
- Air One
- Air Orient
- Air Pacific
- Air Paradise
- Air People International
- Air Philippines
- Air Pink
- Air Post
- Air Rarotonga
- Air Regional
- Air Rum
- Air Saguenay
- Air Sahara
- Air Saint-Pierre
- Air Santo Domingo
- Air São Tomé e Príncipe
- Air Satellite
- Air Scandic
- Air Scotland
- Air Sénégal International
- Air Service Gabon
- Air Service Groningen
- Air Service Limburg
- Air Services Cargo
- Air Seychelles
- Air Sinai
- Air Sirin
- Air Slovakia
- Air Sofia
- Air Somalia
- Air Southwest
- Air Srpska
- Air St. Thomas
- Air Sunshine
- Air Tahiti Nui
- Air Tahiti
- Air Tahoma
- Air Tanzania
- Air Tindi
- Air Togo
- Air Tomisko
- Air Transat
- Air Transport Europe
- Air Transport International
- Air Tropiques
- Air Tungaru
- Air Ukraine
- Air Universal
- Air Urga
- Air Vallée
- Air Vanuatu
- Air Vardar
- Air Vegas
- Air Via
- Air Wales
- Air Waves of Vava'u
- Air West
- Air Whitsunday
- Air Wisconsin
- Air Yugoslavia
- Air Zambezi
- Air Zermatt
- Air Zimbabwe
- AirBaltic
- Airblue
- AirBridgeCargo
- Aircalin
- AirClass Airways
- Aircraft Leasing Services
- Aircruising Australia
- Aires Colombia
- Airfast Indonesia
- Airjet Exploração Aérea de Carga
- Airkenya Express
- Airlinair
- Airlines 400
- Airlines of Papua New Guinea
- Airlines of South Australia (ASA)
- Airlines of Tasmania
- Airlink
- Airlink Swaziland
- Airlink Zambia
- AirMadrid
- Airmark Indonesia
- Airnet Express
- Airnorth

- AirNow
- AirQuarius Aviation
- Airstars Airways
- AirTran Airways
- Airtransse
- Air-Van Airlines
- Airwaves Airlink
- Airwork
- AIS Airlines
- AJ Air
- Aklak Air
- Al Khalaya
- Al Rais Cargo
- Al Rida Airways
- Alada
- Alaire Lineas Aereas
- Alajnihah Airways
- Alania Airlines
- Alas Chiricanas
- Alaska Airlines
- Alaska Central Express
- Alaska Seaplane Service
- AlbaExel
- Albanian Airlines
- Albarka Air
- Albatros Airways
- Alberta Citylink
- Al-Dawood Air
- Alexandair
- Alexandria Airways
- Alidaunia
- Alitalia Express
- Alitalia
- All Nippon Airways
- AllCanada Express
- Allegiant Air
- Alliance Air
- Alliance Airlines
- Allied Air Cargo
- ALM-Antillean Airlines
- Almaty Aviation
- Aloha Air Cargo
- Aloha Airlines
- Alpi Eagles
- Alpine Air Express Chile
- Alpine Air Express
- Alrosa Avia
- Alrosa Mirny Air Enterprise
- AlsaceExcel
- Alta Flights
- Altai Airlines
- Altinea Airlines
- Altyn Air
- Amakusa Airlines
- Amapola Flyg
- Amber Air
- AMC Aviation
- Amerer Air
- America West Airlines
- American Airlines
- American Connection
- American Eagle Airlines
- American Falcon
- Ameriflight
- Amerijet International
- Ameristar Jet Charter
- Amsterdam Airlines
- Amur Avia
- Angara Airlines
- Angel Airlines (Roemenië)
- Angel Airlines (Thailand)
- Angkor Airways
- Angola Air Charter
- Anikay Air
- Antipodean Air Charter
- Antonov Airlines
- Antrak Air Ghana
- Apatas Air
- APSA - Aeroexpreso Bogota
- Arabia - Arab International Airlines
- Arax Airlines
- Archana Airways
- Arctic Circle Air Service
- Arctic Transportation Services
- Arcus-Air Logistic
- Aria Air
- Ariana Afghan Airlines
- ArkeFly
- Arkia Israeli Airlines
- Armavia
- Armenia Airways
- Armenian Airlines
- Armenian International Airways
- Arnoro
- ARP 410 Airlines
- ARPA - Aerolineas Paraguayas
- Arrow Air
- ArubaExel
- AS Aviakompania
- Aserca Airlines
- Asia Avia Airlines
- Asia Continental Airlines
- Asia Overnight Express
- Asia Pacific Airline
- Asia Pacific Airlines
- Asian Express Airlines
- Asiana Airlines
- Aspiring Air
- Associated Aviation
- Astair Airlines
- Astar Air Cargo
- Astraeus
- Astrakhan Airlines
- Astral Aviation
- Astravia - Bissau Air Transports
- ATA Airlines
- ATA Brasil
- Atas Luchtvaartbedrijf
- Athena Air Services
- Atlant-Hungary Airlines
- Atlantic Airlines
- Atlantic Airlines de Honduras
- Atlantic Airlines
- Atlantic Airways
- Atlantic Express
- Atlantic Island Air
- Atlantic Southeast Airlines
- Atlantis Airlines
- Atlantis European Airways
- Atlant-Soyuz Airlines
- Atlas Air
- Atlas Blue
- Atlasjet
- ATMA
- ATRAN Cargo Airlines
- Atruvera Aviation
- Atyrau Airways
- Audeli Air
- Augsburg Airways
- Aurela
- Aurigny Air Services
- Aus-Air
- Austral
- Australian Air Express
- Australian Airlines
- Austrian Airlines Groep
- Austrian Arrows
- Austrian Airlines
- Avanti Air
- Avcom
- Avensa
- Avia Air
- Avia Jaynar
- Aviacon Air Cargo
- Aviacsa
- Aviaekspress Airlines
- Aviaenergo
- Aviaexpress
- Avial NV
- Avialeasing
- Avianca
- Aviaprad
- Aviast
- Aviastar Airlines
- Aviation Management Services
- Aviator Airways
- Aviatrade Congo
- Aviavilsa
- Avient
- Avies
- Aviogenex
- Avioimpex
- Aviones Comerciales de Guatemala (Avcom)
- Aviones Taxi Aereo
- Avior Airlines
- Aviostart
- Avirex Gabon
- Avirex Guinee Equatoriale
- Avitrans
- Awair
- Axis Airways
- Azal Avia Cargo
- Azerbaijan Airlines
- Azmar Airline
- Azov Avia Airlines
- Azza Transport
- AZZURRAair

## B
- B&H Airlines
- BAC Express Airlines
- Backpackers Express
- Badr Airlines
- Bahamasair
- Bakhtar Afghan Airlines
- BAL Bashkirian Airlines
- Bali Air
- Balkh Airlines
- Baltika
- Bangkok Airways
- Bar XH Air
- Baron Aviation Services
- Base/Metropolis Noord
- Batavia Air
- Bearskin Airlines
- Belair
- Belau Air
- Belavia
- BelgiumExel
- Belgorod Air Enterprise
- Belgrado Air
- Belle Air
- Bellview Airlines (Nigeria)
- Bellview Airlines (Sierra Leone)
- Bemidji Airlines
- Benin Golf Air
- Bergen Air Transport
- Bering Air
- Berjaya Air
- Berkut Aero
- Berkut Air Services
- Berkut State Air Company
- Berkut West
- Berry Aviation
- Berytos Airlines

- Best Air
- Best Aviation
- BETA Cargo
- BFS
- BGB Air
- BH Air
- Bhoja Air
- Big Island Air
- Big Sky Airlines
- Big Sky Express
- Bighorn Airways
- Biman Bangladesh
- Binter Canarias
- Birdy Airlines
- Bismillah Airlines
- Blackstar Airlines
- Blagoveshchensk Airlines
- Blue Air
- Blue Airways
- Blue Bird Aviation
- Blue Dart Aviation
- Blue Line
- Blue Moon Aviation
- Blue Panorama Airlines
- Blue Star Airlines
- Blue Wing Airlines
- Blue Wings
- Blue1
- Bluebird Cargo
- BMI British Midland
- BMI Regional
- BMIbaby
- Bonaire Express
- BonairExel
- Bookajet
- Bosnia Airlines

- Boston-Maine Airways
- Botir Avia
- Bouraq Airlines
- BRA Transportes Aereos
- Braathens
- Bradley Air Services
- Bravia (Bryansk Air Enterprise)
- Bravo Air Congo
- Bravo Airlines
- Bridge Airlines
- Bright Aviation Service
- Brindabella Airlines
- Brit Air
- Britannia Airways
- British Airways Citiexpress
- British Airways
- British Gulf International Airlines
- British Mediterranean Airways
- BritishJet
- Brussels Airlines
- Budapest Aircraft Services
- Buddha Air
- Buffalo Airways
- Bugulma Air Enterprise
- Bukovyna Aviation Enterprise
- Bulgaria Air
- Bulgarian Air Charter
- Bural
- Buraq Air
- Burkina Airlines
- Burundai Avia
- Business Aviation Center
- Business Aviation
- BWIA West Indies Airways
- Bylina

## C
- CAAC
- Cairo Aviation
- CAL Cargo Air Lines
- Calm Air
- Cambodia Airlines
- Cameroon Airlines
- Canadian Airways Congo
- Canadian Metro Airlines
- Canadian North
- CanJet
- Cape Air
- Capital Airlines
- Capital Cargo International Airlines
- Cargo B Airlines
- Cargo Plus Aviation
- Cargoitalia
- Cargojet Airways
- Cargolux
- Cargoplus Aviation
- Carib Aviation
- Caribair
- Caribbean Commuter Airways
- Caribbean Star Airlines
- Caribbean Sun Airlines
- Caribbean Sun
- Caricom Airways
- Carpatair
- Casa Air Service
- Casino Express
- Caspian Airlines
- Castle Air
- Castle Aviation
- CATA Línea Aérea
- Cathay Pacific
- Cavok Airlines
- Cayman Airways
- CCM Airlines
- Cebu Pacific
- Celestair
- Center-South Airlines
- Central Mountain Air
- Centralwings
- Centre-Avia Airlines
- Centreline
- Centurion Air Cargo
- Cess Air
- Cetraca Aviation Service
- Chalk's Ocean Airways
- Challenge Aero
- Champagne Airlines

- Champion Air
- Chanchangi Airlines
- Changan Airlines
- Channel Express
- Chautauqua Airlines
- Chelyabinsk Airlines
- Chernomor Avia
- Chicago Express Airlines
- China Airlines
- China Cargo Airlines
- China Eastern Airlines
- China Express Airlines
- China General Aviation
- China National Aviation Corporation
- China Northern Airlines
- China Northwest Airlines
- China Postal Airlines
- China Southern Airlines
- China Southwest Airlines
- China United Airlines
- China Xinhua Airlines
- China Xinjiang Airlines
- China Yunnan Airlines
- Chinguetti Airlines
- Chitaavia
- Chris Air
- Chrome Air Service
- Chukotavia
- Chuvashia Airlines
- Cielos Airlines
- Cimber Sterling
- Cirrus Airlines
- Citilink Express
- City Airline
- City Connexion Airlines
- Citybird
- Cityjet
- CityLine Hungary
- Civair
- Classic Norway Air
- Cleveair i.o.
- Click Air
- Click Airways International
- Click Airways
- Click Mexicana
- Clubair
- Coast Air
- Colgan Air
- Colorado Airways

- Comair (Zuid-Afrika)
- Comair (Verenigde Staten)
- Comfort Air
- Commutair
- Comores Air Services
- Comores Aviation
- Compagnie Aerienne du Mali
- Compagnie Aerienne Gabonaise
- Compagnie Africaine d'Aviation
- Complex Airways
- Condor Flugdienst
- Congo Airlines
- Congo Airways
- Constanta Airlines
- Contact Air
- Continental Airlines
- Continental Airways
- Continental Express
- Continental Micronesia
- Contract Air Cargo
- Conviasa
- Coolen-Huijbregts
- Copa
- Copenhagen Air Taxi
- Copterline
- Coral Sun Airways
- Corendon
- Corporate Air
- Corporate Express Airlines
- Corsair International
- Cosmic Air
- Coyne Airways
- Co-Za Airways
- CR Airways
- Crimea Air
- Critical Air Medicine
- Croatia Airlines
- Crossair Europe
- Cruiser Linhas Aereas
- Crystal Airways
- CSA Air
- CSA Czech Airlines
- CTK - CiTylinK
- Cubana de Aviación
- Custom Air Transport
- Cygnus Air
- Cyprus Airways

## D
- Daallo Airlines
- Daghestan Airlines
- Dalavia Far East Airways
- Danu Oro Transportas
- Darwin Airline
- DAS Air Cargo
- Dasab Airlines
- DAT - Danish Air Transport
- Dau Air
- Dauria
- Dba
- De Kempen
- Deer Air

- DELAG
- Delsey Airlines
- Delta Air Lines
- Delta Air Transport
- Delta Connection
- Demavia Airlines
- Denim Air
- Deraya Air Taxi
- Deta Air
- DHL Air
- Di Air
- Diamond International Airlines
- Direktflyg
- Dirgantara Air Services

- Divi Divi Air
- Djibouti Airlines
- Dniproavia
- Dobrolet Airlines
- Dominair
- Domodedovo Airlines
- Don Avia
- DonbassAero
- Dragonair
- Drukair Royal Bhutan Airlines
- Dubrovnik Airlines
- Dutch Caribbean Airlines
- DutchBird
- Dynamic Airlines

## E
- Eagle Air
- Eagle Aviation France
- Eagle Aviation
- Earth Airlines
- EAS Airlines
- East African Safari Air
- East Line Airlines
- East Star Airlines
- East Wing
- Eastern Air
- Eastern Airways
- Eastern Express
- Eastindo
- Eastland Air
- East-West Airlines
- Eastwind Airlines
- Easy Link Aviation
- EasyJet
- EasyJet Switzerland
- Ecoair International
- Ecuato Guineana de Aviacion
- Edelweiss Air
- Efata Papua Airlines
- Egyptair Cargo
- EgyptAir Express

- EgyptAir
- Eirjet
- Ekspres Air
- El Al Israel Airlines
- El Sam Airlift
- Elbe Air
- Elbrus-Avia
- Emerald Airways
- Emirates SkyCargo
- Emirates
- Empire Airlines
- Emu Airways
- Era Aviation
- Eritrean Airlines
- Estafeta Carga Aerea
- Estonian Air
- Ethiopian Airlines
- Etihad Airways
- Etihad Crystal Cargo
- Etram Air Wing
- Eurasia
- EuroAir
- Euro-Asia Air International
- EuroAtlantic Airways
- Eurocypria Airlines

- Eurofly
- Eurojet Airlines
- Eurojet Italia
- EuroLine
- Eurolot
- Euromanx
- EuroMediterranean Airline
- European Air Express
- European Air Transport
- European Aviation Air Charter
- European Executive Express
- European Executive
- Eurowings
- EVA Air
- Evergreen International Airlines
- Excel Airways
- Executive Aerospace
- Executive Airlines
- Exin Aviation Operations
- Expedition Airways
- Expo Aviation
- Express One International
- Express.Net Airlines
- ExpressJet Airlines
- EZ Air

## F
- FAI Air Service
- Falcon Air Express
- Falcon Air
- Falcon Airlines
- Falcon Airlines
- Falcon Express Cargo Airlines
- Far Eastern Air Transport
- Farnair Europe Hungary
- Farnair Switzerland
- Faso Airways
- FedEx
- Fina Air
- Finist'air
- Finnair
- Finncomm Airlines
- Firefly
- First Air
- First Cambodia Airlines
- First Choice Airways
- First Flight Couriers
- Fischer Air
- Flamingo Airlines

- Flash Airlines
- Flight Alaska
- Flight Express
- Flight International
- Flightline
- FLM Aviation
- Florida Coastal Airlines
- Florida West International Airways
- Fly Air
- Fly Arna
- Fly Europa
- Fly Linhas Aereas
- Fly540.com
- FlyAnt
- Flybaboo
- Flybe
- FlyBosnia
- Flyglobespan
- Flying Birds Luchtvaartbedrijf
- Flying Carpet
- Flying Group
- Flyjet
- Flykeen Airways

- FlyLAL
- FlyMe
- FlyNordic
- FlyOne Armenia
- Flywest
- Flywho
- Focus Air Cargo
- Focus Air
- Fonnafly
- Formosa Airlines
- Free Bird Airlines
- Free Lancelot
- Freedom Air (Guam)
- Freedom Air (Nieuw-Zeeland)
- Freedom Air Services
- Freight Runners Express
- Fresh Air
- Frontier Airlines
- Frontier Flying Service
- FS Air Service
- Futura International Airways

## G
- Gabon Airlines Cargo
- Gabon Airlines
- Gabon Express
- Galaxy Air
- Galaxy Airlines
- Gambia International Airlines
- Gandalf Airlines
- Garuda Indonesia
- Gazpromavia
- GB Airways
- GEASA
- Gemini Air Cargo
- General Works Aviacion
- Genex
- Georgian Airways
- Germania
- Germanwings
- Gestair

- GETRA
- Ghadames Air Transport
- Ghana Airways
- Ghana International Airlines
- Gira Globo Aeronautica
- Global Aviation
- Global Supply Systems
- GMG Airlines
- GoAir
- GoJet Airlines
- Gol
- Golden Air
- Goliaf Air
- Gomelavia
- Go! Mokulele
- Gorlitsa Airlines
- Gotlandsflyg
- Grand Aire Express
- Grand Canyon Airlines
- Grand Comores

- Grant Aviation
- Great China Airlines
- Great Lakes Airlines
- Great Lakes Business Company
- Great Wall Airlines
- Grixona
- Gromov Air
- Grossman Jet Service
- Groupe Rubuye Aviation
- GST Aero Aircompany
- Guatemala-Inter
- Guine Bissau Airlines
- Guinee Airlines
- Gujarat Airways
- Gulf Air
- Gulf Traveller
- Gulfstream International Airlines
- Gum Air

## H
- Hageland Aviation Services
- Hahn Air
- Hainan Airlines
- Haiti Trans Air
- Hamburg International
- Hansung Airlines
- Hapagfly
- Harbour Air
- Harlequin Air
- Harmony Airways
- Hawaiian Airlines
- Hawkair

- Heldair Aviation
- Heli Air Monaco
- Heli Holland
- Heli Malongo Airways
- Helicon
- HeliJet
- Helios Airways
- Hellas Jet
- Hello
- Helvetic Airways
- Hemus Air
- Hewa Bora Airways

- Hex'Air
- Highland Airways
- Hapag-Lloyd Express
- Hokkaido Air System
- Hola Airlines
- Holland Exel
- Hong Kong Airlines
- Hong Kong Express
- Hooters Air
- Horizon Air
- Horizon Airlines
- Huaxia Airlines

## I
- IBC Airways
- Iberia Airlines
- Ibertrans Aerea
- Iberworld
- Ibex Airlines
- Icaro Air
- Iceland Express
- Icelandair
- ICS Air
- Ilysh-Avia
- Imair
- Independence Air
- Indian Airlines
- IndiGo
- Indonesia Air Transport
- Indonesia AirAsia
- Indonesian Airlines
- Inland Aviation Services
- Innu Mikun Airlines
- Insel Air
- Intal Air

- Intensive Air
- Inter Air
- Inter Airlines
- Inter Islands Airlines
- Inter Trans Avia
- Interair South Africa
- Interavia Airlines
- Intercontinental de Aviacion
- Interflug
- Interisland Airlines
- Interisland Airways
- International AirLink
- International Business Air
- InterSky
- Inter-Somalia
- Interstate Airlines
- Inversija Cargo Airline
- Ion Tiriac Air
- IPA Airlines
- Iran Air
- Iran Aseman Airlines

- Iranair Tours
- Iranian Air Transport
- Iraqi Airways
- Irbis Air Company
- IRS Airlines
- Irtysh Avia
- ISD Avia
- Isla Nena Air
- Island Air
- Islandsflug
- Islas Airways
- Islena Airlines
- Isles of Scilly Skybus
- Israir
- ItAli Airlines
- Italy First
- Itapemirim Transportes Aereos
- Itek Air
- IzAir
- Izhavia

## J
- Jade Cargo International
- J-Air
- JAL Express
- JALways
- Japan Air Commuter
- Japan Airlines International
- Japan Asia Airways
- Japan Transocean Air
- JAT Airways
- Jatayu Airlines
- Jazeera Airways
- Jeju Air
- Jet Air
- Jet Airways
- Jet Aviation

- Jet Line International
- Jet Management Europe
- Jet Stream Airlines
- Jet2.com
- Jet4you
- Jet8
- Jetairfly
- JetAsia
- JetBlue Airways
- Jetclub
- Jetcraft Aviation
- Jetline International
- Jetlink Air
- Jetlink
- JetNetherlands

- JetranAir
- Jetstar Airways
- Jetstar Asia Airways
- JetSul
- JetX Airlines
- Job Air
- Johnsons Air
- Jordan Aviation
- Ju-Air
- Jubba Airways
- Juneyao Airlines
- Jupiter-Avia
- Justice Prisoner and Alien Transportation System

## K
- Kabo Air
- Kalahari Express Airlines
- Kaliningradavia
- Kalitta Air
- Kallat Elsaker Air
- Kalstar
- Kam Air
- KammAir
- Kampuchea Airlines
- Karat
- Karthago Airlines
- Kartika Airlines
- KAS Air Company
- Katekavia
- Kato Airline
- Kavatsi Airlines
- Kavminvodyavia
- Kazair West
- Kazaviaspas
- KD Air
- KD Avia
- Kelowna Flightcraft Air Charter
- Kenmore Air
- Kenn Borek Air

- Kenya Airways
- Key Lime Air
- Keystone Air Service
- Khalifa Airways
- Khantyavia
- Khors Aircompany
- Khozu-Avia
- Khyber Afghan Airlines
- Kibris Türk Hava Yollari
- Kingdom of Libya Airlines
- Kingfisher Airlines
- Kirov Air Enterprise
- Kirovohradavia
- Kish Air
- Kitty Hawk Aircargo
- Kivalliq Air
- KLM Cityhopper
- KM Malta Airlines
- Knight Aviation
- Knighthawk Air Express
- KNILM
- Kogalymavia Airlines
- Kokshetau Airlines
- KomiInteravia
- Koninklijke Luchtvaart Maatschappij

- Koral Blue
- Korean Air
- Korongo Airlines
- Koryakavia
- Kosmas Air
- Kosmos Airlines
- Kosova Airlines
- KrasAir
- Kroonduif
- Kroonduif Air
- Krylo Airlines
- KS Avia
- Kuban Airlines
- Kullaflyg
- Kulula.com
- Kurdistan Airlines
- Kuwait Airways
- Kuyake Airways
- Kuyake Aviation
- Kuzu Airlines Cargo
- Kyokushin Air
- Kyrgyz International Airlines
- Kyrgyzstan Airlines
- Kyrgyzstan JSC

## L
- Lacsa
- LADE - Lineas Aereas Del Estado
- Lagun Air
- LAI - Linea Aerea IAACA
- Lakeland Aviation
- LAM - Linhas Aéreas de Moçambique
- LAN Dominicana
- LANExpress
- Lankair
- Lao Airlines
- Laoag International Airlines
- LASER
- LATAM Airlines Argentina
- LATAM Airlines Chile
- LATAM Airlines Ecuador
- LATAM Airlines Perú
- LATAM Cargo Chile
- LatCharter
- Lauda Air
- L'Avion
- Lebanese Air Transport

- Leeward Islands Air Transport
- Lelykopters
- Lelystad Flight Center
- LFH - Luftverkehr Friesland Harle
- Liberia Airways
- Libyan Arab Air Cargo
- Libyan Arab Airlines
- Lignes Aeriennes Congolaises
- Lina Congo
- Linea Turistica Aerotuy
- Líneas Aéreas Azteca
- Lineas Aereas Federales
- Lineas Aereas Suramericanas
- Lion Air
- Lion Air
- Lions Air
- Lipetsk Avia
- Livingston Energy Flight
- Lloyd Aereo Boliviano
- Loganair
- LoneStar Airways

- LOT
- Lotus Air
- Louisiana Airways
- LTE International Airways
- LTU Austria
- LTU
- Luchtvaartbedrijf Ben Air
- Lucky Air
- LGW - Luftfahrtgesellschaft Walter
- Lufthansa Cargo
- Lufthansa CityLine
- Lufthansa
- Lufttaxi Fluggesellschaft
- Lugansk Airlines
- Luxair
- Luxaviation
- Lviv Airlines
- Lydd Air
- Lynden Air Cargo
- Lynx Air International

## M
- Macair Airlines
- Macedonian Air Service
- Macedonian Airlines
- Maersk Air
- Magadan Airlines
- Magic Blue Airlines
- Mahan Air
- Maiden Air
- Mak Air
- Makung Airlines
- Malaysia Airlines
- Maldivian Air Taxi
- Malév
- Mali Airways
- Malift Air
- Malmö Aviation
- Malu Aviation
- Manas Air
- Manchurian Air Transport
- Mandala Airlines
- Mandarin Airlines
- Mango Airlines (Congo)
- Mango Airlines (Zuid-Afrika)
- Maof
- Marcopolo Airways
- Maroomba Airlines
- MARS RK
- Marsland Aviation
- Martinair Holland

- Martinair Lelystad
- MASwings
- Maxair
- Maya Island Air
- Mayan World Airlines
- Medavia
- Medical Air Assistance
- Mediterranean Air Freight
- Mega Airlines
- Megantara Air
- Mekong Airlines
- Menajet
- Meridian Air
- Meridiana
- Merlin Airways
- Merpati Nusantara Airlines
- Mesa Airlines
- Mesaba Airlines
- META - Mesquita Transportes Aereos
- Meta Aviotransport
- Mexicana
- Mexus Airlines
- MIA Airlines
- Miami Air International
- MIAT-Mongolian
- Mid Airlines (Soedan)
- Mid Airlines (Zimbabwe)
- MidAtlantic Airways

- Mid-Atlantic Freight
- Middle East Airlines
- Midwest Airlines
- Midwest Connect
- Mistral Air
- MK Airlines
- MNG Airlines
- ModiLuft
- Moldavian Airlines
- Monarch Airlines
- Mondair
- Montenegro Airlines
- Morningstar Air Express
- Moscowia Airlines
- Moskovia Airlines
- Motor Sich Aviakompania
- Mountain Air Cargo
- MSR Flug-Charter
- Murray Air
- Mustique Airways
- My Travel Lite
- My Travel
- MyAir
- Myanma Airways
- Myanmar Airways International

## N
- Naft Air Lines
- Naganagani
- Namib Air
- Nantucket Airlines
- Nas Air
- NasAir
- Natalco Airlines
- National Airlines (N7)
- National Airlines (N8)
- National Airways Cameroon
- National Jet Systems
- Nationale Regionale Transport
- Nationwide Airlines (Zambia)
- Nationwide Airlines (Zuid-Afrika)
- Naysa Aerotaxis
- Necon Air
- Neos

- NEPC Airlines
- New Central Airlines
- New England Airlines
- Nexus Airways
- Nexus Aviation
- Nicaraguenses de Aviacion (NICA)
- Nicon Airways
- Nigeria Airlines
- Nigeria Airways
- Niki
- Nikolaevsk-na-Amure Air Enterprise
- Nippon Cargo Airlines
- Nok Air
- Nolinor Aviation
- Nordeste Linhas Aereas Regionais
- Nordic Regional
- Nordkalottflyg
- North African Airways

- North American Airlines
- North Sea Airways
- Northeast Bolivian Airlines
- Northern Air Cargo
- Northwest Airlines
- Northwest Regional Airlines
- Northwestern Air
- Norwegian Air Shuttle
- Nouvelair Tunisia
- Novair
- Novgorodavia
- Novosibirsk Air Enterprise
- Nuevo Continente

## O
- Oasis Hong Kong Airlines
- Ocean Airlines
- Ocean Airways
- OceanAir
- O'Connor Airlines
- Octavia Airlines
- Odessa Airlines
- Okada Airlines
- Okay Airways
- OLT
- Olympic Airlines

- Oman Air
- Omni Air International
- Omskavia
- One-Two-GO
- Onur Air
- Orange2fly
- Orange Aircraft Leasing
- Orange Cargo
- Orbit Express Airlines
- Orca Air

- Orel Air Enterprise
- Orenburg Airlines
- Orient Eagle Airways
- Orient Thai Airlines
- Oriental Air Bridge
- Origin Pacific Airways
- Orion Air
- Our Airline
- Overland Airways
- OzJet

## P
- Pace Airlines
- Pacific Airlines
- Pacific Coastal Airlines
- Pacific East Asia Cargo Airlines
- PacificFlier
- Pacific Island Aviation
- Pacific Wings
- Pacificair
- Pakistan International Airlines
- PAL Airlines
- Palair Macedonian
- Palau Micronesia Air
- Palau Trans Pacific Airlines
- Palestinian Airlines
- Palmair
- Pamir Air
- Pan African Air Services
- Pan African Airlines
- PAN Air
- Pan Am Clipper Connection
- Pan Egypt International
- Panair
- Panavia
- Pantanal Linhas Aéreas
- Paramount Airlines
- Parsair
- Payam Air
- PB Air

- Peace Air
- Pearl Air Services
- Pearl Air
- Pearl Airways
- Pecotox Air
- Pegasus Airlines
- Pelita Air Service
- Pen Air
- PENTA - Pena Transportes Aereos
- Perimeter Airlines
- Perm Airlines
- Petroleum Air Services
- Petropavlovsk-Kamchatsky Air Enterprise
- Philippine Airlines
- Phoenix Air
- Phoenix Avia
- Phoenix Aviation
- Phoenix Aviation
- Phuket Air
- Piedmont Airlines
- Pinnacle Airlines
- Pluna
- Pluto Airlines
- PMT Airlines
- Podillia-Avia

- Polar Air Cargo
- Polar Airlines
- Polder Aviation
- Polet Airlines
- Polynesian Airlines
- Portugalia
- Portugália
- Precision Air
- Premiair
- Premium Air Shuttle
- President Airlines
- Prima Charter
- Primair
- Primaris Airlines
- Primera Air
- Prince Edward Air
- Prince Helicopters
- PrivatAir
- Private Wings Flugcharter
- Proflight Commuter Service
- Promodal Transportes Aereos

- PSA Airlines
- Pskovavia
- PT Lion Mentari Airlines
- Pulkovo Aviation Enterprise
- Puma Air

## Q
- Qanot Sharq
- Qantas
- QantasLink
- Qatar Airways

- Qeshm Air
- Queen Air
- Queen Charlotte Airlines

- Quick Airways Holland
- QuikAir

## R
- RAF Avia
- Rainbow Aviation
- Red Sea Air
- Reem Air
- Regency Express
- Regional 1 Airlines
- Regional Air Lines
- Regional Air Services (Tsjechië)
- Regional Air Services (Tanzania)
- Regional Air
- Regional Airlines
- Régional
- RegionsAir
- Republic Express Airlines
- Rheinair
- Riau Airlines
- Rico Linhas Aereas

- Rio Sul Servicios Aereos Regionais
- RiteTime Aviation
- Rmaf International
- Robin Hood Aviation
- Roblex Aviation
- Rockhopper
- Romavia
- Rosneft-Baltika
- Rossair
- Rossair
- Rossair Europe
- Rossiya Russian Airlines
- Rotorjet
- Royal Air Cambodge
- Royal Air Maroc
- Royal Aruban Airlines
- Royal Brunei

- Royal Jordanian
- Royal Khmer Airlines
- Royal Nepal Airlines
- Royal Phnom Penh Airways
- Royal Swazi National Airways
- Royal Wings Airlines
- Rubystar
- RusAir
- Rusline
- Russia State Transport Company
- Russian Sky Airlines
- Rutaca
- Rwandair Express
- Ryan International Airlines
- Ryanair
- Ryazanaviatrans
- Ryukyu Air Commuter

## S
- S7 Airlines
- Sabang Merauke Raya Air Charter
- Sabena
- SAEREO
- Safair
- Safi Airways
- Safiran Airlines
- Saga Airlines
- Saha Air Cargo
- Saha Airlines
- Sahara Airlines
- Sahara India Airlines
- Sahel Airlines
- S-Air
- Sakaviaservice
- Salmon Air
- SAM Colombia
- SAM Intercontinental
- Sama Airlines
- Samara Airlines
- Samarkand Airways
- San Juan Aviation
- SANSA
- Santa Barbara Airlines
- Saransk Air Enterprise
- Saratov Airlines
- Sarit Air Lines
- SAS
- SAT Airlines (Kazachstan)
- SAT Airlines (Rusland)
- SATA Air Acores
- SATA International
- SATENA
- Satgur Air Transport
- Saturn Aviakompania
- Saudia
- Savanah Airlines
- Sawan Airline
- Sayakhat Air Company
- Sayan Airlines
- Scandinavian Airlines
- Scat Air
- Scenic Airlines
- Schreiner Airways
- Schreiner Northsea Helicopters
- Scorpio Aviation
- Scorpion Air
- ScotAirways
- Seaborne Airlines
- Seagle Air
- Searca Colombia
- Semeiavia
- Sempati Air Transport
- Sempati Air
- Seppe Airservice
- Serair
- Service Air (Congo)
- Servicios Aereos Profesionales
- Servicios Aeronauticos de Oriente
- Servicios de Transportes Aereos Fueguinos (STAF)
- Servivensa
- Sevastopol-Avia
- Sevenair
- Severstal Aircompany
- SGA Airlines
- Shaheen Air International
- Shandong Airlines
- Shanghai Airlines Cargo International
- Shanghai Airlines

- ShaNS Air
- Shanxi Airlines
- Shenzhen Airlines
- Shorouk Air
- Shuttle America
- Sibaviatrans
- Siberia Airlines
- Sichuan Airlines
- Siem Reap Airways
- Sierra Pacific Airlines
- Silesian Air
- Silk Air
- Silk Way Airlines
- Silver Air
- Silverjet
- Simorgh Airlines
- Singapore Airlines Cargo
- Singapore Airlines
- Singles en Twins
- Sirius Aero
- Skagway Air Service
- Skippers Aviation
- Skol Aviakompania
- Sky Airline
- Sky Airlines
- Sky Aviation
- Sky Bus Airlines
- Sky Cabs
- Sky Europe Airlines
- Sky Executive Airlines
- Sky Express (Griekenland)
- SkyExpress (Rusland)
- Sky Jet Aviation
- Sky King
- Sky Service Aviation
- Sky Wind
- Skydrift Air Charter
- SkyEurope Airlines Hungary
- Skyeyes Airways
- Skyjet
- SkyKing
- Skyline
- Skyline Airways
- Skyline Aviation
- Skylink Airways
- Skymark Airlines
- Skymaster Airlines
- Skynet Airlines
- Skynet Asia Airways
- Skypower Express Airways
- Skyservice
- Skytrans Airlines
- Skyway Airlines
- Skyway Cargo
- Skyway Enterprises
- Skyways Express
- Skywest (Australië)
- Skywest (Verenigde Staten)
- SkyWork
- Slok Air Gambia
- Slok Air
- Slovak Airlines
- Sky Georgia
- Small Planet Airlines
- Smart Wings
- Smartline
- Smartlynx Airlines
- SN Brussels Airlines
- Snålskjuten
- SNETA
- Sobelair
- Soder Airlines

- Sol Air
- Sol America
- Solinair
- Solomon Airlines
- Somali Airlines
- Sonair
- Song
- Sosoliso Airlines
- South African Airlink
- South African Airways
- South African Express
- South Airlines (Armenië)
- South Airlines (Oekraïne)
- South East Asian Airlines
- Southern Air
- Southwest Airlines
- Spanair
- Specavia
- Special Air Services
- Special Air Services
- SpiceJet
- Spirit Airlines
- Sportsflight Airways
- Spring Airlines
- SriLankan Airlines
- Sriwijaya Air
- Star Airlines
- StarFlyer
- Star Up
- Starair
- States Air
- St Barth Commuter
- Stella Aviation Charter
- Sterling Airlines
- Stockholmsplanet
- Stuttgarter Flugdienst
- Styrian Spirit
- Sud Airlines
- Sudan Airways
- Summit Air
- Sun Air
- Sun Air of Scandinavia
- Sun Air
- Sun Air
- Sun Country Airlines
- Sun D'Or
- Sun Light Airlines
- Sunbird Aviation
- Sundance Air Venezuela
- Sundance Air
- Sundsvallsflyg
- SunExpress
- Sunshine Express Airlines
- Sunship1 Airlines
- Sunwest Home Aviation
- Sunworld International Airlines
- Superior Aviation
- SLM
- Surinam Airways
- Sverdlovsk 2nd Air Enterprise
- SVG Air
- Swanenberg Heli Services
- Swazi Express Airways
- Swe Fly
- SwedJet Airways
- Swedline Express
- Swift Air
- Swiftair
- Swiss International Air Lines
- Syrian Arab Airlines

## T
- TAAG Angola Airlines
- TACA Peru
- TACA
- TACV
- Tadair
- TAF Linhas Aereas
- Taiwan Airways
- Tajikair
- Tajikistan Airlines
- Take Air
- TAM - Transporte Aereo Militar
- TAM - Transportes Aereos del Mercosul
- TAM Air
- TAM Linhas Aéreas
- Tambov Avia
- TAME
- TAMPA Cargo
- Tandem Aero
- TANS Peru
- TAP-Air Portugal
- TAPO-Avia
- Tarhan Tower Airlines
- Tarom
- Tassili Airlines
- Tata Airlines
- Tatarstan Airlines
- Tatneftaero
- Taunus Air
- Tavaj Linhas Aereas
- Tavrey Air Company
- Taxi Aereo Centroamericano
- Teamline Air
- Ted
- Teebah Airlines
- Tenir Airlines
- Tepavia Trans
- Tesis Aviation Enterprise
- Tessel Air
- Test & Training Centre
- Texel Wings
- Thai Air Cargo

- Thai AirAsia
- Thai Airways
- Thai Global Airline
- Thai Pacific Airlines
- Thai Sky Airlines
- Thomas Cook Airlines Belgium
- Thomas Cook Airlines UK
- Thomsonfly
- Tiara Air
- Tibet Airlines
- Tiger Airways
- Tikal Jets Airlines
- Tiko Air
- Tiramavia
- Titan Airways
- TNT Air Cargo
- TNT Airways
- Tobago Express
- Tobruk Air
- Tol Air
- Tomskavia
- Top Air
- Total Linhas Aereas
- Toumai Air Tchad
- Trackmark Cargo
- Trade Air
- Tradewinds Airlines
- TradeWinds Cargo
- Trans Air Benin
- Trans Air Cargo Services
- Trans Air Congo
- Trans Gabon
- Trans Guyana Airways
- Trans Maldivian Airways
- Trans Mediterranean Airways
- Trans States Airlines
- Trans Travel Airlines
- Trans World Airlines
- Transaero Airlines
- Transafrik
- Transairways

- TransAsia Airways
- Transavia
- Transavia France
- Transavia Garantia
- Transaviaexport Cargo Airline
- Transaviaservice
- Transcarga
- Transeuropean Airlines
- Trans-Florida Airlines
- TransMeridian Airlines
- Transmile Air Services
- Transportes Charter do Brasil
- Transports Aereos de Guinee-Bissau
- Transports Aeriens de La Guinee-Bissau
- Transwest Air
- Transwisata Airlines
- Travel Service (Tsjechië)
- Travel Service (Hongarije)
- Travira Air
- Trigana Air Service
- Tri-MG Airlines
- TRIP Linhas Aereas
- Tristar Air
- Tropic Air
- Tropical Airways
- TUI Airlines Belgium
- TUIfly Nordic
- Tulip Air
- Tulpar Air Service
- Tuninter
- Tunisair
- Tura Air Enterprise
- Turan Air
- Turbot Air Cargo
- Turkish Airlines
- Turkmenistan Airlines
- Turks and Caicos Airways
- Tuva Arlines
- Twin Jet
- Tyrol Air Ambulance

## U
- Uair
- Uganda Airlines
- Ukraine Air Alliance
- Ukraine Air Enterprise
- Ukraine International Airlines
- Ukraine National Airlines
- Ukrainian Cargo Airways

- U-Land Airlines
- Ulyanovsk Avia Enterprise
- UM Airlines
- Uni Air
- United Airlines
- United Eagle Airlines
- United Parcel Service

- Universal Airlines
- Ural Airlines
- US Airways
- USA 3000 Airlines
- USA Jet Airlines
- UT Air
- Uzbekistan Airways

## V
- V Bird Airlines
- Valan Air Company
- Valuair
- ValuJet Airlines
- Vanair
- Vanilla Sky
- Varig Logistica
- Varig
- Vaso Airlines
- Vaydoot
- Vega Airlines
- Venezolana
- Vensecar Internacional
- Veteran Airlines
- VG Airlines
- Viaggio Air
- Vibroair
- Victory Air Transport

- Vieques Air Link
- Vietnam Air Service Company
- Vietnam Airlines
- Viking Airlines
- VIM Airlines
- VIP-Avia
- Virgin America
- Virgin Atlantic Airways
- Virgin Blue
- Virgin Express
- Virgin Galactic
- Virgin Nigeria Airways
- Visa Airways
- Viva Macau
- Vladikavkaz Air Enterprise
- Vladivostok Avia
- Vliegcentrum Lelystad

- Vliegwerk Holland
- VLM Airlines
- Volar Airlines
- Volare Airlines
- Volare
- Volga Atlantic Aviation
- Volga Aviaexpress
- Volga-Dnepr
- Vologda Air
- Voronezhavia
- Vostok Airlines
- Voyageur Airways
- Vpair
- Vueling Airlines
- Vyborg Airlines

## W
- Wagner Airways
- Wamos Air
- Wan Air
- Wardair
- Wasaya Airways
- Wayra Peru
- WDL Aviation
- Weasua Airtransport
- Welcome Air
- West African Airlines
- West Air Sweden
- West Air
- West Caribbean Airways

- West Coast Air
- West Coast Airlines
- West Wind Aviation
- Western Air
- Westex
- West-Indisch Bedrijf
- WestJet
- Westward Airways
- White Eagle Aviation
- Widerøe
- Wien Air Alaska
- Wiggins Airways
- Wimbi Dira Airways

- Winair (Windward Islands Airways)
- Windjet
- Windrose Air
- Wings Air
- Wings of Alaska
- Wings Over Holland
- Wizz Air Bulgaria
- Wizz Air
- Wizz Air
- World Airways
- World Focus Airlines
- Wuhan Airlines

## X
- X Airways
- Xiamen Airlines

- XL Airways France
- Xpressair

- Xtra Airways

## Y
- Yak Air Service
- Yakutia Airlines
- Yamal Airlines
- Yangon Airways

- Yangtze River Express Airlines
- Yemenia
- Yerevan-Avia
- Yeti Airlines

- Yuzhnaya Aircompany
- Yuzmashavia

## Z
- Zambia Airways
- Zambian Airways
- Zambian Express Airways
- ZanAir
- Zantop International Airlines
- Zapolyarye Airlines

- ZAS Airlines
- Zeppelin NT
- Zest Airways
- Zhejiang Airlines
- Zhetysu Aviakompania
- Zhezhair
- Zhongyuan Airlines

- Zimbabwe Airlink
- Zimbabwe Express Airlines
- Zimex Aviation
- Zircon Airways Benin
- Zoom Airlines
- Zoom Airways